# جيمي روبرتس
جيمي روبرتس (بالإنجليزية: Jamie Roberts)‏ (و. 1986  م) هو طبيب، ولاعب اتحاد الرغبي، من المملكة المتحدة، ولد في نيوبورت، مركز لعبه هو جناح ‏.

## التعليم
تعلم في جامعة كارديف.

## روابط خارجية
- جيمي روبرتس على موقع دوري الرغبي الممتاز (الإنجليزية)
- جيمي روبرتس عل موقع إسبنسكروم (الإنجليزية)
- جيمي روبرتس على موقع ItsRugby.co.uk (الإنجليزية)